# Sceloenopla varipes
Sceloenopla varipes es una especie de insecto coleóptero de la familia Chrysomelidae. Fue descrita científicamente en 1921 por Weise.